# Rye Brook Open 1988
Il Rye Brook Open 1988 è stato un torneo di tennis giocato cemento. Si è giocata a Rye Brook negli Stati Uniti. Il torneo fa parte del Nabisco Grand Prix 1988. Si è giocato dal 22 al 29 agosto 1988.

## Campioni

### Singolare maschile
Milan Šrejber ha battuto in finale  Ramesh Krishnan con il punteggio di 6–2, 7–6

### Doppio maschile
Andrew Castle /  Tim Wilkison hanno battuto in finale  Jeremy Bates /  Michael Mortensen con il punteggio di 4–6, 7–5, 7–6